# ایمهوتپ
ایمهوتِپ یا ایم‌حوتِب (به انگلیسی: Imhotep؛ سایر املاها: Immutef ,Im-hotep یا Ii-em-Hotep)، پزشک و دانشمند، نویسنده، معمار و همه‌چیزدان مصر باستان بود. او در سلسله‌سوم مصر باستان و در دستگاه فرعون جوزر (زوسر) در جایگاه صدر اعظمی خدمت می‌کرد.

## شخصیت
ایمهوتِپ در زبان مصری ii-m-ḥtp، *jā-im-ḥatāp که به معنی «کسی که با صلح آمد» است. کاهن‌اعظم نیایشگاه خدای‌خورشید «رع» در هلیوپولیس بود. او نخستین مهندس، معمار و پزشکی است که ما در تاریخ نامش را می‌دانیم.
فهرست کامل عناوین وی:
صدر اعظم مصر سفلی، اولین شخص پس از پادشاهِ مصر علیا، مدیر کاخ‌بزرگ، نجیب‌زاده موروثی، کاهن‌اعظم هلیوپولیس، سازنده (Builder)، رئیس‌نجار، مجسمه‌ساز و سازنده‌گلدان.
او از انگشت‌شمار کسانی است که پس از مرگ، تندیسش ترکیب‌شده با تندیس فرعون هم‌زمانش ساخته شد.
ایمهوتپ از خاندانی اشرافی نبود. او را شاعر و فیلسوف هم دانسته‌اند. جای آرامگاه او هنوز مشخص نیست اما به باور دانشمندان در سقاره است.

## دستاورد ها
بیشتر اطلاعاتی که از ایمهوتپ وجود دارد بر اساس حدس و گمان است. مصریان‌باستان اختراعات بسیاری را به او نسبت داده‌اند. به‌عنوان مثال ادعا می‌شود او طومار پاپیروس را اختراع کرده‌است و قدیمی‌ترین حامل اوست. به عقیده James Henry Breasted:
در حکمت کاهنی، در جادو، در صورت بندی ضرب‌المثل‌های حکیمانه، در پزشکی و معماری؛ این شخصیت برجسته در دوران سلطنت جوزر چنان شهرتی از خود برجای گذاشت که نام او هرگز فراموش نشد. او روح حامی کاتبان بعدی بود. آنها مرتباً قبل از شروع کارشان از کوزهٔ آب بر روی لباس نویسندگی خود یک لیوان می‌ریختند.

### مهندسی و معماری
او به عنوان یکی از مقامات فرعون، جوزر، هرم‌پلکانی جوزر را در سقاره را طراحی کرد. او ممکن است مسئول اولین استفاده شناخته شده از ستون‌ها در معماری باشد. تصویر ایده‌آل ایمهوتپ به عنوان محرک فرهنگ مصری تا دوره بطلمیوسی باقی ماند. مورخ مصری Manetho به او نسبت به ابداع روش ساختن یک ساختمان سنگی در دوران سلطنت جوزر نسبت داد، اما او اولین کسی نبود که واقعاً بنایی را با سنگ ساخت. دیوارهای سنگی، کفپوش‌ها، لنگه‌ها و سنگرها به‌طور پراکنده در طول دوره باستانی ظاهر شده بودند، اگرچه این درست است که ساختمانی به اندازه هرم پله‌ای و کاملاً از سنگ ساخته شده بود، هرگز قبلاً ساخته نشده بود.

### پزشکی
ایمهوتپ بنیان‌گذار طب‌مصری و نویسندهٔ یک رسالهٔپزشکی است که به دلیل عدم وجود تفکر جادویی در آن قابل‌توجه است، پاپیروس ادوین اسمیت رساله‌ای حاوی مشاهدات تشریحی، بیماری‌ها و درمان است. پاپیروس باقی‌مانده احتمالاً در حدود ۱۷۰۰ سال قبل از میلاد نوشته‌شده‌است، اما ممکن است یک کپی بر اساس متون هزار سال قدیمی تر باشد. با این حال این انتساب به نویسندگی نیز حدس‌وگمان است.

## خدایی شدن
از آنجایی که ایمهوتپ را مخترع شفا می‌دانستند، گاهی گفته می‌شود که او کسی است که الهه نوت (خدایی شدن آسمان) را بالا نگه داشته‌است، همان‌طور که گفته می‌شود جدایی نات و گب (خدایی شدن زمین) بوده‌است. چه چیزی مانع هرج و مرج شد به دلیل موقعیتی که او را در آن قرار می‌داد، گاهی اوقات گفته می‌شد که او پسر نات است. در آثار هنری او همچنین با الهه بزرگ، حاثور، که در نهایت به عنوان همسر رع شناخته شد، مرتبط است. او همچنین با ماعت، الهه‌ای که مفهوم حقیقت، نظم کیهانی و عدالت را تجسم می‌کرد، مرتبط بود که نظم را از هرج‌ومرج ایجاد کرده و مسئول حفظ آن است. همچنین پس‌از مرگ، مردم معتقد بودند که ایمهوتپ به خدا تبدیل شد.
دو هزار سال پس‌از مرگ او، مقام او به مقام یک خدا ارتقا یافت. او خدای دارو و شفا شد. او بعداً توسط یونانیان به اسقلبیوس مرتبط شد. او در منطقه تبس با آمنهوتپ پسر هاپو، که یکی دیگر از معماران خدایی بود، در ارتباط بود، جایی که آنها به عنوان «برادران» پرستش می‌شدند.

## میراث
دایرةالمعارف بریتانیکا می‌گوید: «شواهد ارائه شده توسط متون مصری و یونانی این دیدگاه را تأیید می‌کند که شهرت ایمهوتپ در زمان‌های اولیه بسیار محترم بوده‌است… اعتبار او با گذشت قرن‌ها افزایش یافت و معابد او در زمان یونان مراکز آموزه‌های پزشکی بودند."
سر ویلیام اوسلر، که «پدر پزشکی» واقعی بود، می‌گوید این ایمهوتپ است، «اولین چهره‌ای از یک پزشک که به وضوح از مه دوران باستان متمایز شد».
در فیلم مومیایی و دنباله‌های آن در سال ۱۹۹۹، مومیایی و بیشتر پیشینهٔ تاریخی او بر اساس زندگی واقعی ایمهوتپ است. ایمهوتپ همچنین با توث، خدای مصری نوشتن، آموزش، سواد و کاتبان در دوره یونانی-رومی یکی بود.